# USS Cabot (CVL-28)
USS Cabot (CVL-28) – lekki lotniskowiec floty amerykańskiej z czasów II wojny światowej należący do typu Independence. Na początku lat 70. XX wieku sprzedany do Hiszpanii, gdzie służył pod nazwą Dédalo (R-01) do końca lat 80.

## Historia
„Cabot” pierwotnie był budowany jako lekki krążownik typu Cleveland pod nazwą USS „Wilmington” (CL-79), jednak 2 czerwca 1942 roku w związku z decyzją o ukończeniu jako lekki lotniskowiec typu Independence zmieniono jego oznaczenie na CV-28, a 23 czerwca 1942 nazwę na „Cabot”. Okręt został wybudowany w stoczni New York Shipbuilding w Camden. 15 lipca przeklasyfikowany na CVL-28 wszedł do służby 24 lipca 1943 roku. Pierwszym dowódcą lotniskowca został komandor M.F. Shoeffel.

### II wojna światowa
8 listopada okręt wyruszył na Pacyfik, przybywając do Pearl Harbor 2 grudnia. 15 stycznia 1944 roku na atolu Majuro lotniskowiec dołączył do Task Force 58. Od 4 lutego do 4 marca 1944 roku samoloty „Cabota” brały udział w atakach na Roi, Namur i Truk przygotowując grunt pod amerykańską inwazję na Wyspy Marshalla. Następnie lotniskowiec na krótko powrócił do Pearl Harbor na krótki remont, aby znowu w marcu 1944 roku wziąć udział w akcjach przeciwko japońskim instalacjom na wyspach Palau, Yap, Ulithi i Woleai. W dniach 22 – 25 kwietnia „Cabot” wspierał lądowanie sił inwazyjnych na Hollandii a następnie atakował cele na Satawan, Ponape i ponownie na Truk. 6 czerwca „Cabot” pojawił się ponownie na Majuro przygotowując się do inwazji na Mariany. W dniach 19–20 czerwca samoloty z lotniskowca będąc w składzie Task Force 58.3 brały udział w bitwie na Morzu Filipińskim. Do 9 sierpnia samoloty z „Cabota” atakowały cele - wyspy: Iwo Jima, Pagan, Rota, Guam i ponownie na Yap i Ulithi. 6 października okręt wziął udział w rajdzie na Okinawę. W dniach 12 i 13 października osłaniał odwrót na Karoliny uszkodzonych w pobliżu Formozy krążowników USS „Canberra” (CA-70) i USS „Houston” (CL-81) a 25 i 26 października wziął udział w bitwie morskiej o Leyte.
Po bitwie „Cabot” pozostał w rejonie Luzonu wspierając wojska na Filipinach. 25 listopada lotniskowiec musiał bronić się przed atakującymi japońskimi samolotami kamikaze. Dwa z nich przebiły się przez obronę, pierwszy uderzył w krawędź pokładu lotniczego, a drugi eksplodował przy bakburcie. Okręt po ataku miał 62 zabitych i rannych marynarzy. Pomimo ataku załoga dość szybko poradziła sobie z uszkodzeniami, nie dopuszczając do powstania realnego zagrożenia dla bezpieczeństwa okrętu. Trzy dni później jednostka zawinęła na Ulithi, gdzie przeprowadzono remont.
11 grudnia 1944 roku okręt powrócił do akcji. Brał udział w atakach na Luzon, Formozę, Indochiny, Hongkong i Wyspy Riukiu. Od 10 lutego do 1 marca 1945 roku jednostka brał udział w atakach na Bonin i macierzyste Wyspy Japońskie, wspierając lądowanie Marines na Iwo Jimie, a następnie atakował cele na Okinawie i Kiusiu. Po atakach okręt udał się do San Francisco dla dokonania remontu, który trwał do czerwca. Podczas powrotu na Pacyfik, w drodze na Eniwetok, samoloty okrętu zaatakowały 1 sierpnia japoński garnizon na Wake. Koniec wojny zastał lotniskowiec w bazie na Eniwetok podczas szkolenia. 21 sierpnia lotniskowiec dołączył do Task Group 38.3, wraz z którym brał udział w lądowaniu sił okupacyjnych w rejonie Morza Żółtego. 9 listopada wraz z zaokrętowanymi żołnierzami z Guam, okręt powrócił do San Diego, z którego wyruszył na wschodnie wybrzeże Stanów Zjednoczonych do Filadelfii.
Za swoją służbę podczas II wojny światowej okręt otrzymał dziewięć odznaczeń battle star.

### Okres powojenny

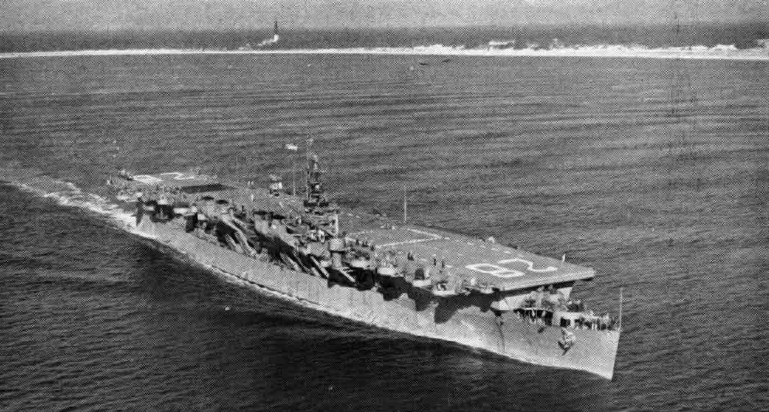
„Cabot” w 1949 roku

11 lutego 1947 roku okręt został wycofany z aktywnej służby. Ponownie wcielony do służby 27 października 1948 roku, pełnił rolę okrętu szkoleniowego dla rezerw lotnictwa US Navy operując po Morzu Karaibskim z bazy w Pensacola, a następnie z Quonset Point. Pomiędzy 9 stycznia a 26 marca 1952 roku okręt odbył rejs na wodach wokół Europy. 21 stycznia 1955 roku ponownie został wycofany ze służby i przeklasyfikowany 15 maja 1959 roku na pomocniczy transportowiec lotniczy (auxiliary aircraft transport) (AVT-3). W latach 1965–1967 został poddany gruntownej przebudowie, która miała go przygotować do służby w Marynarce Wojennej Hiszpanii.

### W marynarce Hiszpanii

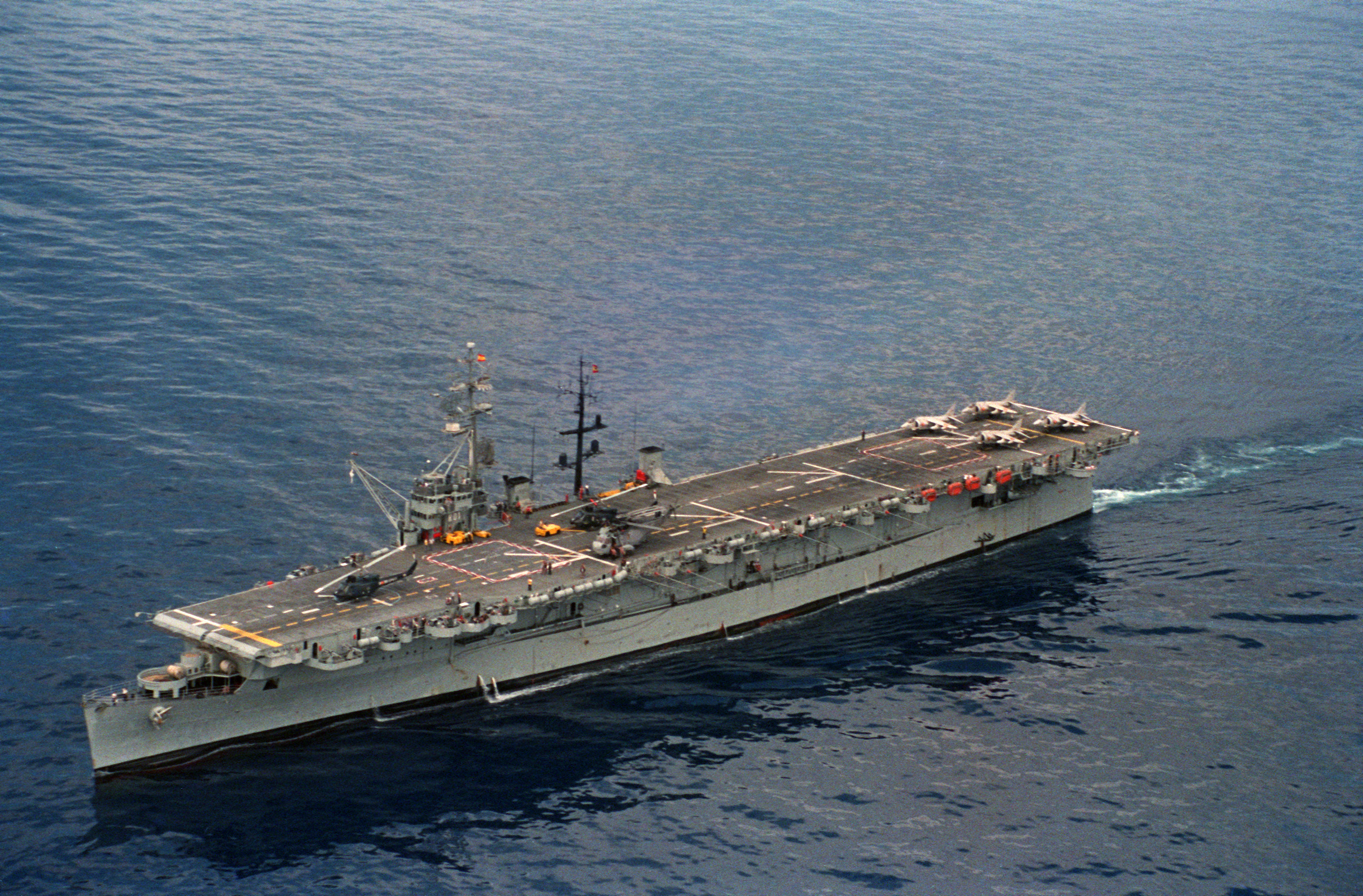
„Dédalo”, 1988

30 sierpnia 1967 roku okręt został wypożyczony Hiszpanii na okres pięciu lat i otrzymał nazwę „Dédalo”, po pierwszym hiszpańskim okręcie lotniczym. Otrzymał znak burtowy PA01, zmieniony w 1980 roku na R01, zgodny ze standardem NATO. Stał się okrętem flagowym marynarki hiszpańskiej. 1 sierpnia 1972 roku okręt został definitywnie skreślony z listy okrętów Floty Rezerwowej US Navy, a 5 grudnia tego samego roku podpisano umowę sprzedaży lotniskowca Hiszpanii. W 1973 roku prowadzono na nim próby z brytyjskimi samolotami pionowego startu i lądowania Harrier, które były udane, po czym Hiszpania w 1976 roku zakupiła amerykańską wersję AV-8B Harrier II, nazwaną Matador.
Na okręcie stacjonowały 4 grupy lotnicze: pierwsza, w sile 8 samolotów Matador, druga - składająca się z 4 helikopterów Sea King, trzecia - z 4 helikopterów do prowadzenia walki elektronicznej Agusta-Bell AB-212, czwarta - z 4 helikopterów do zadań specjalnych (m.in. AH-1G do wsparcia desantu).
W 1969 i 1970 roku „Dédalo” z okrętami eskorty został użyty do demonstracji roszczeń hiszpańskich w stosunku do brytyjskiego Gibraltaru, kotwicząc w Zatoce Algeciras, co spotykało się z podobną odpowiedzią ze strony wysyłanych tam brytyjskich lotniskowców. Lotniskowiec pozostawał w służbie, dopóki w 1987 roku nie zastąpił go nowy lotniskowiec „Principe de Asturias”. 5 sierpnia 1989 skreślony z listy okrętów Armada Española i przekazany do USA celem utworzenia okrętu-muzeum.
Nie doszło jednak do zachowania okrętu i ostatecznie został 9 sierpnia 1998 złomowany w Brownsville.